# Paul Vanden Boeynants
Paul Vanden Boeynants (Forest, 22 de maio de 1919 – Bruxelas, 9 de janeiro de 2001) foi um político belga. Ocupou o lugar de primeiro-ministro da Bélgica. Ele serviu como o 41º primeiro-ministro da Bélgica por dois breves períodos (1966–68 e 1978–79).

## Carreira
Vanden Boeynants (chamado de "VDB" pelos jornalistas) nasceu em Forest, Vorst, um município da região de Bruxelas-Capital. Empresário no setor de carnes, foi Representante do PSC-CVP entre 1949 e 1979. De 1961 a 1966 liderou o democrata cristão PSC-CVP (que naquela época era um partido único). Ele liderou a CEPIC, sua fração conservadora.
Vanden Boeynants foi ministro para a classe média (1958-1961). Em 1966, ele se tornou primeiro-ministro da Bélgica; ele permaneceu neste cargo por dois anos. De 1972 a 1979, ele atuou como ministro da defesa. Em 1978-1979, ele liderou outro governo belga. Vanden Boeynants foi então presidente do PSC (1979-1981). Ele deixou a política em 1995 e morreu de pneumonia após ser submetido a uma cirurgia cardiovascular em 2001.

## Fraude
Condenado em 1986 por fraude e evasão fiscal, Vanden Boeynants foi condenado a uma pena suspensa de três anos de prisão. Isso o impediu de aspirar a prefeito em Bruxelas. Ele passou por uma reabilitação política no início dos anos 1990.

## Sequestro
Em um incidente que ainda está em disputa, Vanden Boeynants foi sequestrado em 14 de janeiro de 1989 por membros da gangue criminosa Haemers. Três dias depois, os criminosos publicaram uma nota no principal jornal de Bruxelas, Le Soir, exigindo 30 milhões de francos belgas como resgate. Vanden Boeynants foi libertado ileso um mês depois, em 13 de fevereiro, quando um resgate não revelado foi pago aos perpetradores. Os membros da gangue foram capturados e presos. Patrick Haemers, o chefe da gangue, mais tarde cometeu suicídio na prisão, e dois membros de sua gangue conseguiram escapar da Prisão de St. Gillis em 1993.